# Македонська мова
Македо́нська мо́ва (мак. македонски јазик, вимовляється [maˈkɛdɔnski ˈjazik] ⓘ) — мова македонського народу, одна зі слов'янських мов, офіційна мова Македонії, межує у мовному континуумі з болгарськими і торлацькими говорами, а також належить до балканського мовного союзу, де має спільні граматичні, типологічні і лексичні риси з грецькими, албанськими й румунськими говорами.
До кодифікації, македонську зараховували як до говорів сербської, так і болгарської мов. Деякі мовознавці й у наш час класифікують македонську як підпорядковану болгарській, однак нині така позиція є радше політичною й опозиційною.
Тиск з боку сербсько-хорватської мови досяг свого розпалу за югославської доби, коли розмовна говірка Скоп'є була радше креолізованою формою сербської.

## Особливості

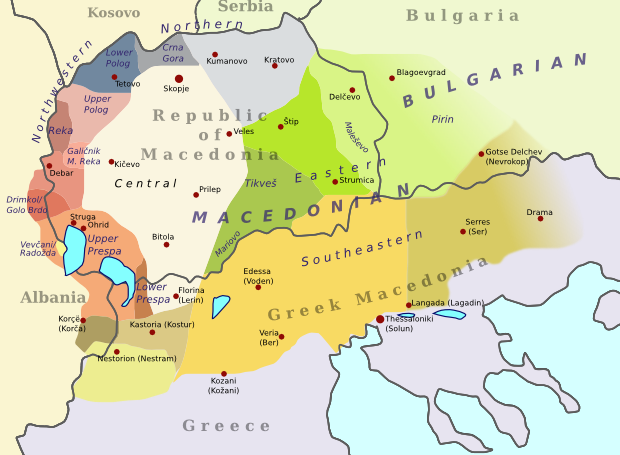
Говори македонської мови

Використовує абетку на основі кирилиці із рядом особливостей (відсутні літери: є ґ, і, ї, й, щ, ь, ю, я; додані ѓ, ѕ, ј, љ, њ, ќ, џ). Існує у трьох діалектних групах: західній, східній і північній (деякі дослідники виділяють лише західну і східну групи). Число носіїв становить близько 1,5 млн людей.
- На відміну від інших слов'янських мов, македонська разом з болгарською і торлацькою втратили відмінки, як-от на книгата; за книгата; во книгата; под книгата; со книгата. Від явища залишився тільки кличний відмінок, як-от Македонијо; мајко; професоре, і відмінювання займенників, як-от него; нему),
- Єдина писемна мова з трьома типами постпозитивного визначеного артикля залежно від близькості іменника: близький, далекий, невизначений.
- Майбутній час створюється додаванням до дієслова частки «ќе».
- Існує чотири форми минулого часу (в тому числі минулий час: «имам видено» — «я бачив» і давноминулий час).
- Наголос на третьому складі з кінця, як-от пла́нина; плани́ната; планина́рите (мак. планина = укр. гора, порівняйте полонина). У словах з одного чи двох складів — завжди на перший склад. Для порівняння, в болгарській мові наголос може падати на будь-який склад.
- На місці ѣ доволі послідовно вживається е. Порівняйте укр. дідо = мак. дедо = болг. дядо, укр. хліб = мак. леб = болг. хляб.

## Історія

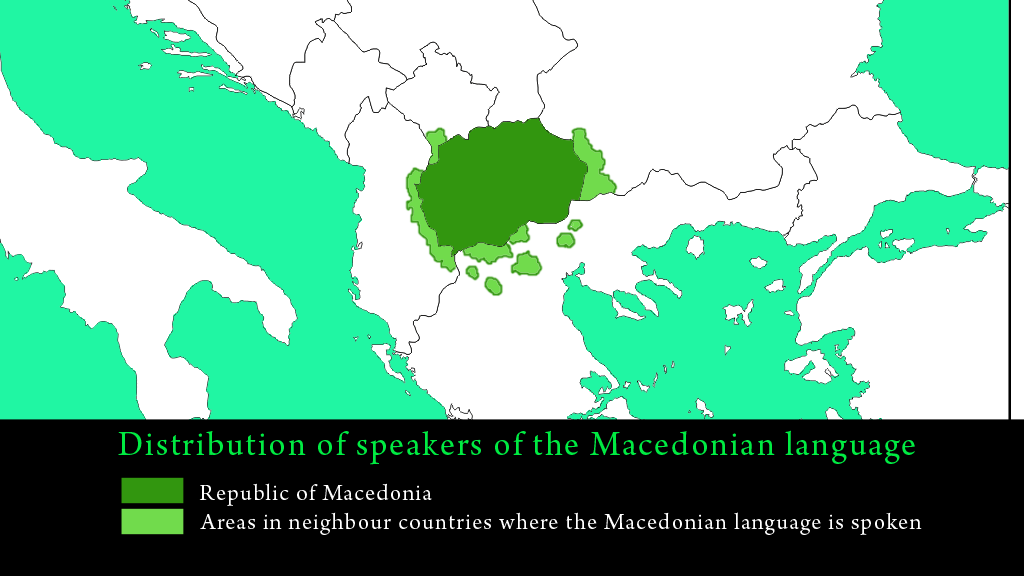
Поширення македонської мови

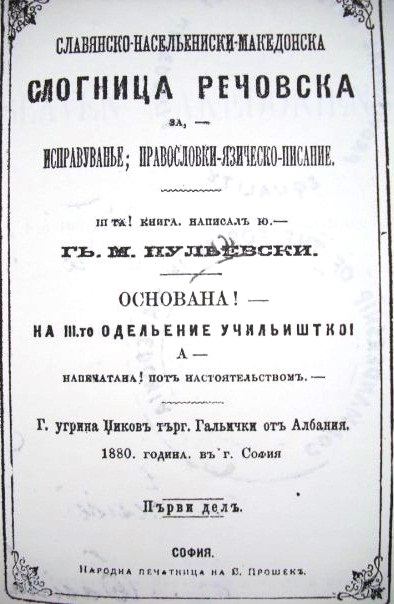
Слогница Речовска — одна з перших граматик македонської мови

Слов'янські говірки, що були поширені в околицях Солуну (нині на території Греції), взято за основу староцерковнослов'янської писемності. Нині ці землі належать до македонського мовного ареалу, та починаючи з 10 століття македонські говірки і старослов'янська мова мають принципові граматичні відмінності, що проявились також в болгарських і торлацьких говірках.
Македонці довгий час не могли отримати визнання як самостійний народ із власною македонською мовою: ще на початку XX сторіччя в Болгарії їх вважали болгарами (а мову — діалектом болгарської), в Югославії — частиною сербського народу, а в Греції — греками-«слов'янофонами». Першу друковану книгу македонською мовою видали в Софії тільки 1903 року. Відсутність власної державності й малочисельність порівняно із впливовішими сусідніми народами спричинило те, що до створення Соціалістичної Македонії (в складі ФНРЮ 1945 року) не було єдиної внормованої македонської мови — македонці спілкувалися місцевими діалектами, а з представниками сусідніх народів — їхніми мовами. Тільки за соціалізму в Македонії введено македонську як мову освіти, державних установ і ЗМІ. 1949 року в Скоп'є відкрито університет, також македонську використовує в богослужіннях створена 1958 року Македонська православна церква.
Наразі македонська літературна мова є офіційною мовою Македонії, хоча деякі лінгвісти, а також більшість болгар не визнають існування окремої македонської мови, що відрізняється від болгарської, і вважають її діалектом або літературним варіантом болгарської мови. Таким чином ця мова трактується і в деяких творах мистецтва, створених у третіх країнах: наприклад, у четвертому сезоні американського серіалу «Убивства в одній будівлі», де головний герой серіалу Чарльз-Гейден Севідж читає написи на металевому суглобі вбитої каскадерки, тому що він вивчав болгарську мову, дублюючи серіал перед його трансляцією в тодішній Республіці Македонія. Оскільки об'єктивних критеріїв для відрізнення літературної мови від кодифікованого діалекту нема, це питання залишається перш за все політичним.
Сучасна македонська літературна мова створювалась на основі діалектів, поширених на території Північної Македонії. Її було кодифіковано у 1945 — за основу літературної мови було взято центральні говори західного діалекту.

## Лінгвістична характеристика

### Фонетика і фонологія

#### Голосні

Голосні македонської мови

Система вокалізму македонської літературної мови складається з 5 голосних фонем (самогласки). Голосні розрізняються за ступенем підняття язика, за рядом і за наявністю або відсутністю огублення:
| Підняття | Ряд        | Ряд        | Ряд      |
| Підняття | Передній   | Середній   | Задній   |
| Підняття | неогублені | неогублені | огублені |
| -------- | ---------- | ---------- | -------- |
| Високе   | i          |            | u        |
| Середнє  | ɛ          | (ə)        | ɔ        |
| Низьке   |            | a          |          |

У мовленні носіїв македонської мови на місці голосних середнього підняття /е/ і /о/ можуть вимовлятися різні звуки в діапазоні від [ɛ] до [ẹ] і від [o] до [ọ]. Ненаголошені голосні не редукуються, проте вимовляються дещо слабше і коротше ударних, особливо в позиції заударного складу.
Фонема /ə/ не входить в систему вокалізму літературної мови, але зустрічається у багатьох македонських говірках. Вона виступає як рефлекс праслов'янського носового голосного заднього ряду *ǫ ([пəт] літер. пат «путь», [рə́ка] літер. рака «рука») і як частина двофонемного сполучення /əр/ на місці слогового /р˳/: [сə́рце] літер. срце «серце», [кəрф] літер. крв «кров». У недіалектних формах мови (в розмовній мові і просторіччі) голосний середнього ряду [ə] зустрічається як нелітературний варіант фонеми /a/ в турцизмах, діалектних топонімах, звуконаслідувальних словах і власних назвах, виконуючи при цьому лише стилістичну і експресивну функцію: к'смет [кəсмет] літер. касмет «удача, щастя», с'клет [сəклет] літер. саклет «душевний неспокій».
У літературній мові голосний [ə] виступає факультативно тільки як призвук складового сонорного приголосного /р˳/, він зустрічається в позиції перед приголосним /р/ на початку кореня і в середині кореня між приголосними. У македонській мові приголосний /р˳/ (з призвуком [ə]) функціоную для розрізнення смислу: врба [вəр˳́ба / вр˳́ба] «верба» — верба «віра», крка [кəр˳́ка / кр˳́ка] «клекоче» — корка «корка». Найчастіше /əр˳/ знаходиться під наголосом, рідше зустрічається в ненаголошеному положенні: 'ржи [əр˳́жи] «ричить» — за'ржи [зáəр˳́жи] «заричить». У кінці слова /р˳/ представлено в нечисленних словах, в основному в іноземних запозиченнях: жанр [жанр˳] «жанр».
Голосні, а також сонорна приголосна р (/əр˳/), є носіями складу.
У потоці мовлення дві однакові голосні можуть вимовлятися як два окремих звуки (пооди [пооди] «походити» — на стику приставки і кореня) або як один довгий звук (змии [зми̅] «змії», викаат [вика̅т] «кличуть»).

#### Приголосні
Система консонантизма македонської літературної мови включає дві групи приголосних (согласки) — сонорні і шумні. Приголосні обох груп розрізняються за місцем і способом творення (в парах приголосних ліворуч наведені глухі приголосні, праворуч — дзвінкі):
| за способом творення | за способом творення | за місцем творення | за місцем творення | за місцем творення | за місцем творення | за місцем творення | за місцем творення | за місцем творення |
| за способом творення | за способом творення | губні              | губні              | передньоязикові    | передньоязикові    | середньопіднебінні | задньоязикові      |                    |
| за способом творення | за способом творення | губно- губні       | губно- зубні       | зубні              | ясенні             | середньопіднебінні | задньоязикові      |                    |
| -------------------- | -------------------- | ------------------ | ------------------ | ------------------ | ------------------ | ------------------ | ------------------ | ------------------ |
| шумні                | проривні             | p b                |                    | t d                |                    |                    | k g                |                    |
| шумні                | африкати             |                    |                    | t͡s d͡z              | t͡ʃ d͡ʒ              | c͡ç ɟ͡ʝ              |                    |                    |
| шумні                | фрикативні           |                    | f v                | s z                | ʃ ʒ                |                    | x                  |                    |
| сонанти              | носові               | m                  |                    | n                  |                    | ɲ                  |                    |                    |
| сонанти              | бокові               |                    |                    |                    | l                  | ʎ                  |                    |                    |
| сонанти              | дрижачі              |                    |                    |                    | r                  |                    |                    |                    |
| сонанти              | апроксиманти         |                    |                    |                    |                    | j                  |                    |                    |

Так зване протиставлення за твердістю / м'якістю в сучасній македонській мові характерно тільки для двох пар фонем — /н/ : /н’/ и /л/ : /л’/. Реалізація палатальних приголосних при цьому позиційно зумовлена — вони зустрічаються на стику морфем і дуже рідко в кінці слова: крило «крило» — крилjа [крил'а] «крила», коњ «кінь». Найчастіше на місці етимологічно м'яких приголосних представлені їх затверділі континуанти: клуч «ключ», ден «день», молба «прохання», вишна «вишня».
|                                                                                       |  |  |
| Область поширення континуантів *tj, *dj, включаючи середньопіднебінні приголосні ќ, ѓ |  |  |

Середньопіднебінні твердопіднебінні африкати /к͡’j/ і /г͡’j/ (на письмі — ќ, ѓ), а також апроксимант /j/ не мають пари. На відміну від /н’/ и /л’/ ці приголосні більш частотні і позиційно не обмежені: меѓа «межа», моќен «могутній», ливаѓе / ливадjе «луки», куќа «дім», туѓ «чужий», ѓум «глечик», ќерка «донька». Континуанти інших м'яких приголосних у сучасній македонській мові представлені у всіх позиціях отверділим приголосними: димат «димлять», борба «боротьба». При втраті м'якості на місці випавших губних на стику морфем з'являється /j/: земjа «земля», чапjа «чапля».

## Абетка
Сучасна македонська абетка (мак. Македонска азбука), як єдина абетка для запису македонської мови була прийнята в 1945 році, коли була кодифікована сама мова. Як і кожна кирилична абетка вона заснована на абетці Кирила і Мефодія та є варіацією сербської фонетичної абетки Вука Караджича и Крста Мисиркова.
| Кирилиця IPA | А а /a/ | Б б /b/ | В в /v/ | Г г /ɡ/ | Д д /d/ | Ѓ ѓ /ɟ/ | Е е /ɛ/ | Ж ж /ʒ/ | З з /z/ | Ѕ ѕ /ʣ/ | И и /i/ | Ј ј /j/ |
| Кирилиця IPA | К к /k/ | Л л /l/ | Љ љ /ʎ/ | М м /m/ | Н н /n/ | Њ њ /ɲ/ | О о /ɔ/ | П п /p/ | Р р /r/ | С с /s/ | Т т /t/ | Ќ ќ /c/ |
| Кирилиця IPA | У у /u/ | Ф ф /f/ | Х х /h/ | Ц ц /ʦ/ | Ч ч /ʧ/ | Џ џ /ʤ/ | Ш ш /ʃ/ |         |         |         |         |         |

## Приклад
«Заповіт» Тараса Шевченка македонською мовою (переклав Блаже Конеський):
| ЗАВЕТ Штом ќе умрам, гроб копајте: Горе на могила, Среде степа ширум ширна, В Украина мила, Да се гледа рамнината: И Днепар и гори, Да се слуша како шуми: Бранот, како збори. Ќе ја плисне од Украина: Во синото море: Крвта врашка тој еднашка, А јас тогаш горе Ќе се кренам, јас устремен, До самоти бога: Да се молам… а дотогаш: Не признавам бога. По закопот раскинете: Окови со ѕвекот: И со лоши врашки крвје: Облејте го векот. И во дружно братство мене, Слободно и ново, Спомнете ме со убаво: И со тивко слово. |